# Onchocerciase
Onchocerciase is de medische naam voor rivierblindheid en is bij mensen wereldwijd de meest voorkomende soort blindheid die door infecties wordt veroorzaakt. Het gaat om een infectie met de rondworm Onchocerca volvulus die in Afrika meestal wordt verspreid door kriebelmuggen (Simulium damnosum, black fly), in een aantal Afrikaanse landen door andere soorten kriebelmuggen, zoals Simulium neavei. Deze kriebelmuggen houden zich graag op in de buurt van snelstromende rivieren en bijten overdag.

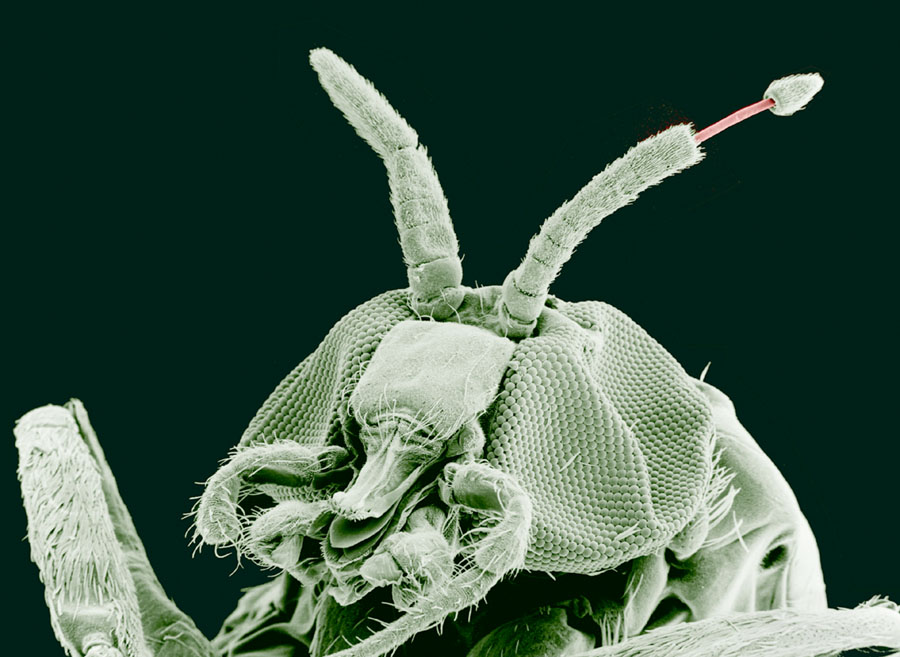
Volwassen kriebelmug (Simulium yahense) met Onchocerca volvulus die tevoorschijn komt uit de antenne (rechts) van het insect. Opname door een conventionele elektronenmicroscoop, 100× vergroot. Het object is chemisch behandeld en gedroogd.

Het merendeel (95%) van de patiënten met onchocerciasis bevindt zich in Afrika. De ziekte komt in mindere mate ook voor in Zuid-Amerika waar andere soorten kriebelmuggen van het geslacht Simulium verantwoordelijk zijn voor de overdracht van de besmetting.
Na een beet van de kriebelmug gaan de larven van deze rondwormen met het speeksel van de mug mee naar de bloedbaan waarna de larven zich naar een plaats vlak onder de huid begeven waar ze knobbeltjes vormen. Op deze plaats vindt de geslachtelijke voortplanting plaats. De vrouwelijke rondworm produceert dagelijks tot wel enkele duizenden eieren die rijpen tot microfilariae. Deze verspreiden zich in weefsel onder de huid en veroorzaken vooral als ze dood gaan heftige allergische reacties. Bij een volgende beet gaan de daar aanwezige microfilariae mee terug naar de mug waar ze zich weer ontwikkelen en later een nieuwe gastheer kunnen infecteren waarmee de cirkel rond is.
Als de microfilariae zich in of op het hoornvlies bevinden, kan dit uiteindelijk leiden tot blindheid. Naast de oogklachten is er doorgaans ook huiduitslag, plaatselijke depigmentatie van de huid en jeuk. Aan het begin van de 21ste eeuw werd ontdekt dat de microfilariae de bacterie Wolbachia bevatten die hier de rol van symbiont heeft en essentieel is voor de voortplanting van de rondworm. Gedacht wordt dat het niet de rondworm zelf, maar juist deze bacterie is die de menselijke afweerreacties opwekt.
De behandeling is doorgaans met ivermectine dat de microfilariae doodt. De volwassen rondwormen worden niet gedood maar zijn niet meer in staat zich voort te planten, waarmee ook de transmissie wordt doorbroken. Er zijn aanwijzingen dat behandeling met Moxidectine effectiever is. Behandeling met het antimicrobiële middel doxycycline doodt de aanwezige Wolbachia-bacteriën.